# Hedysarum nikolai
Hedysarum nikolai là một loài thực vật có hoa trong họ Đậu. Loài này được Kovalevsk. miêu tả khoa học đầu tiên.